# Téglási Gábor
Téglási Gábor (Debrecen, 1968. december 12. –) magyar labdarúgó. A debreceni kapus egész pályafutását a Debreceni VSC csapatában töltötte, ahol nem volt első számú kapus, de elég sok mérkőzésen védhetett az első osztályban. Bemutatkozása jól sikerült az 1993–1994-es szezonban, hiszen jól védett és nem kapott gólt az akkori egyik bajnokesélyes Győri ETO FC-től, és 1–0 arányban nyertek. Jelenleg a Loki Focisuli 2000 csapatának kapusedzője.